# Short-Range Wireless Networks
Short-Range Wireless Networks, kurz SRWN (dt. "Drahtlose Netzwerke für den Nahbereich), ist der Oberbegriff verschiedener Funktechnologien mit einer physikalisch stark begrenzten Reichweite von wenigen Metern oder gar nur Zentimetern. Zu den SRWN-Funktechnologien zählen zum Beispiel:
- Bluetooth
- Gifi
- NFC
- ZigBee

Die Reichweitenbegrenzung wird hauptsächlich durch eine reduzierte Sendeleistung erreicht.
Die stärkere Freiraumdämpfung bei hohen Übertragungsfrequenzen trägt ihren Beitrag zur Minimierung der Reichweite bei.